# حباب (روستا)
حباب، روستایی در دهستان بنو الَمَنبة از توابع استان استان صَنعاء در کشور یمن در شبه جزیره عربستان است.

## جمعیت
جمعیت آن (۲۱۱) نفر (۱۱ خانوار) می‌باشد.